# Kuhwaldsiedlung

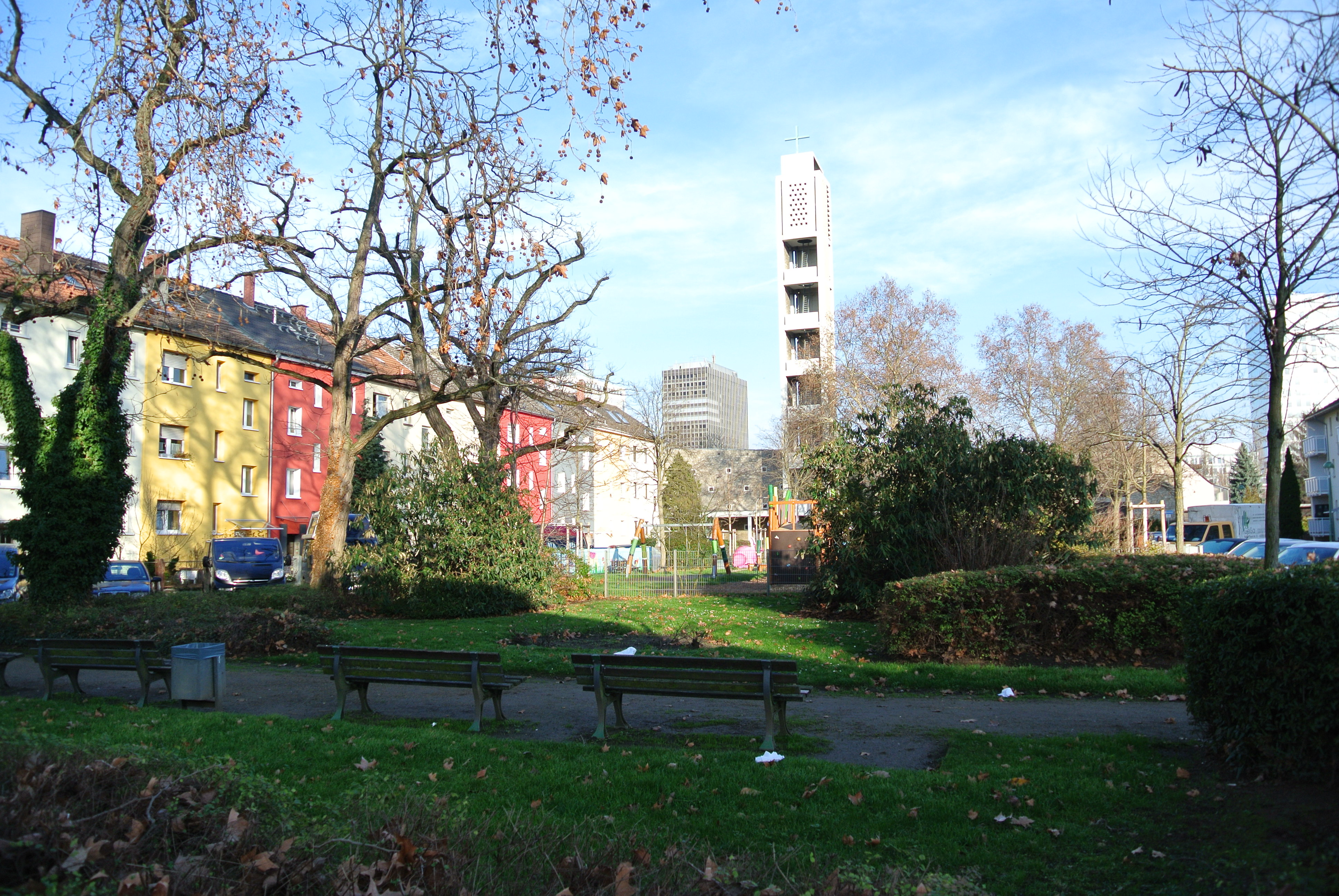
Siedlungsmitte (Friedrich-Naumann-Straße). Im Hintergrund der Turm der Dreifaltigkeitskirche

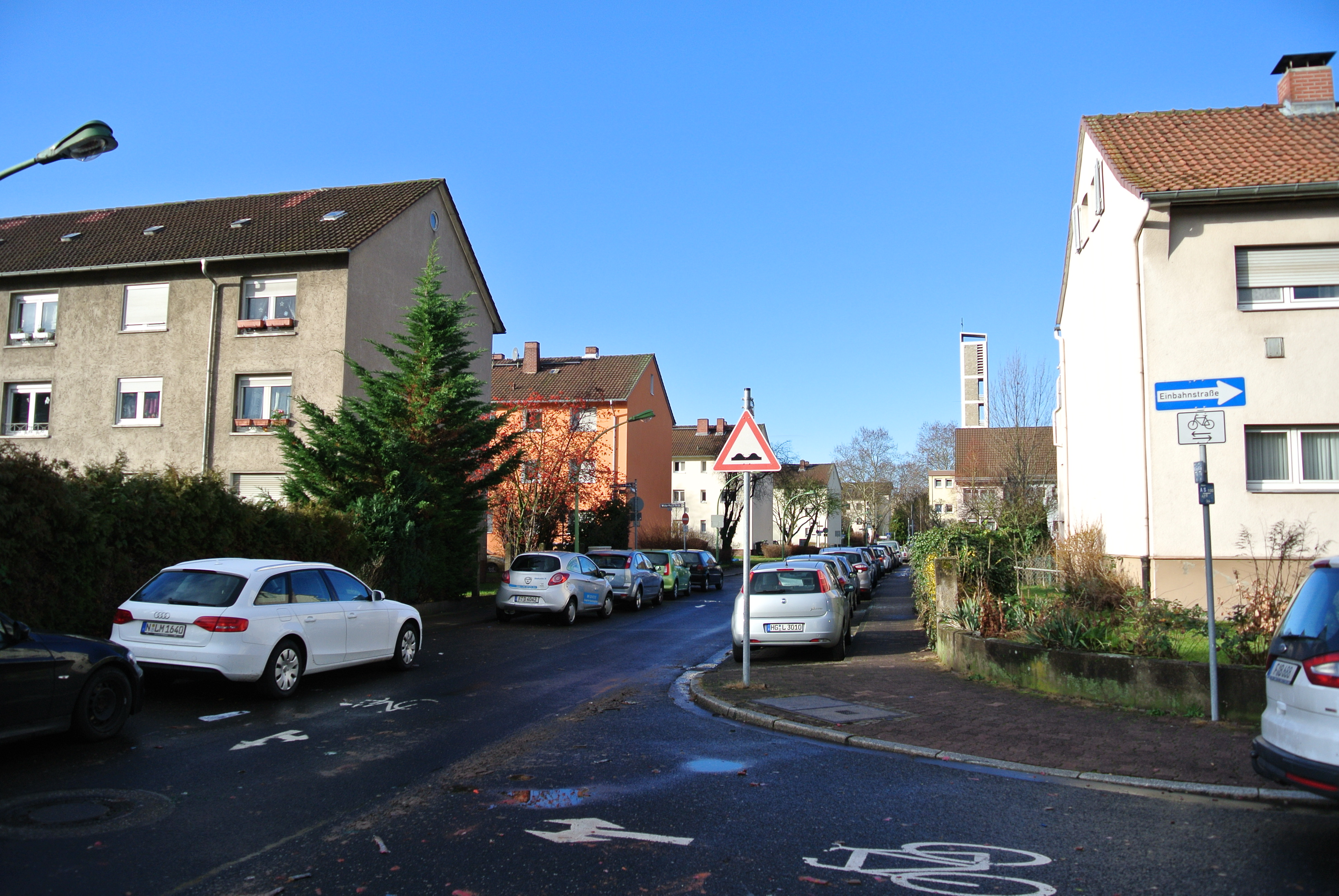
1950er-Jahre-Bauten (Funckstraße)

Die Kuhwaldsiedlung ist eine Wohnsiedlung im Frankfurter Stadtteil Bockenheim, die nach einem ehemals dort befindlichen Wald benannt wurde.

## Lage und Erschließung
Die Kuhwaldsiedlung umfasst eine Fläche von knapp 25 Hektar und liegt im südlichen Bockenheim westlich des Messegeländes, nördlich des Europaviertels, östlich des Rebstockviertels und südlich des Quartiers Bockenheim-Süd. Sie wird begrenzt von der Theodor-Heuss-Allee im Norden, die in die Bundesautobahn 648 mündet, der Philipp-Reis-Straße im Osten und von den Straßen Am Dammgraben im Süden und Am Römerhof im Westen. Diese vier Straßen binden die Kuhwaldsiedlung an das überörtliche Straßennetz an.
Die innere Erschließung erfolgt über die in Ost-West-Richtung verlaufenden Straßen Funckstraße und Philipp-Fleck-Straße. Quer dazu verlaufen die Anwohnerstraßen Friedrich-Naumann-Straße, Tornowstraße, Müllerstraße, Odrellstraße, Wicker-Frosch-Straße, Parrotweg, Scherbiusstraße, Manskopfstraße und An den Katharinenhöfen. Die meisten Straßen der Kuhwaldsiedlung wurden nach bedeutenden Frankfurtern benannt.
Über die Straßenbahn-Linie 17 und die Haltestelle Leonardo-da-Vinci-Allee ist die Kuhwaldsiedlung an den Öffentlichen Personennahverkehr angebunden.

## Entstehung
Die Flur Kuhwald bildete im Mittelalter ein Grenzgebiet der Bockenheimer Gemarkung, das in die Frankfurter Gemarkung zwischen Galgenfeld und Hellerhöfer Feld leicht nach Süden vorgeschoben hineinragte. Die Grenze bildete der Dammgraben, an dem seit Ende des 14. Jahrhunderts die Frankfurter Landwehr entlangführte. Bockenheim, das 768/78 erstmals erwähnt wurde, gehörte zur Grafschaft Bornheimer Berg und fiel 1481/84 an die Herren von Hanau, 1735 an deren Erben, die Landgrafen von Hessen-Kassel. Der Kuhwald wurde 1817 gerodet. Seit Eröffnung der Taunusbahn zwischen Frankfurt und Wiesbaden im Jahr 1839 wurde das Areal um den Kuhwald zunehmend von Eisenbahngleisen durchzogen. Nachdem Bockenheim im Jahr 1895 nach Frankfurt eingemeindet worden war, drang auch die Industrie vor. Im weiteren Umfeld entstanden mit der 1908 eröffneten Festhalle das spätere Messegelände und mit dem Aufkommen der Luftschifffahrt seit der ersten Landung eines Zeppelins anlässlich der Internationalen Luftschiffahrt-Ausstellung Frankfurt 1909 der Flughafen am Rebstock, der 1936 aus Kapazitätsgründen in den Frankfurter Stadtwald umzog.
Aufgrund der großen Wohnungsnachfrage nach dem Ersten Weltkrieg wurden von der Stadt Frankfurt mehrere Siedlungsflächen ausgewiesen. Davon war eine im Süden Bockenheims nördlich des Hauptgüterbahnhofs im Bereich des ehemaligen Kuhwalds geplant. Die Grundstücke gehörten der Sankt Katharinen- und Weißfrauenstiftung, die sie durch Erbbaurecht vergaben. Der Frankfurter Eisenbahnsiedlungsverein e.G., der Frankfurter Postsiedlungsverein e.G. und die Gemeinnützige Wohnungsbau Aktiengesellschaft Rhein-Main bauten die Kuhwaldsiedlung in der Zeit von 1919 bis 1922 als Reichsheimstätte. Dieses aus sozial- und bodenpolitischen Gründen geschaffene Rechtsinstitut schützte den Eigentümer einer Wohnimmobilie vor seinen Gläubigern. Einer der großen Bauherrn, denen heute noch zahlreiche Gebäude gehören, ist der Eisenbahnsiedlungsverein. Er wurde im Mai 1919 als Wohnungsbaugenossenschaft für die „Beschaffung von Eigenheimen in der Umgebung Frankfurts“ gegründet.
In den Jahren 1926 und 1927 wurde die Bismarckallee in Richtung Rödelheim ausgebaut, die seit 1947 Rheingauallee und seit 1964 Theodor-Heuss-Allee heißt. 1933 entstand die Wiesbadener Straße als Zubringer zur Autobahn.
Kaum eine Siedlung in Frankfurt hat so stark unter den Luftangriffen des Zweiten Weltkriegs leiden müssen wie die Kuhwaldsiedlung. Aufgrund der Nachbarschaft zum alten Flugplatz und zu den Bahngleisen wurde sie durch Bombenangriffe sehr stark zerstört.
Von 1949 bis 1951 errichtete die Südwestdeutsche Wohnungsbaugesellschaft anstelle im Krieg zerstörter Häuser etwa 420 Wohnungen. Im Jahr 1957 wurde die Kirche St. Pius eingeweiht, 1966 die Dreifaltigkeitskirche. Aufgrund von Verkehrsproblemen während der Messezeiten wurden die Straßen 1978 verkehrsberuhigt. Im Jahr 1984 wurde ein Lärmschutzwall entlang der Braunfelsstraße aufgeschüttet, um die Bewohner vor dem Verkehrslärm der Theodor-Heuss-Allee zu schützen. Ebenfalls 1984 wurden 128 Wohnungen des Postsiedlervereins in der Friedrich-Naumann-Straße und Scherbiusstraße umfassend saniert. Im Jahr 2004 wurden in der Straße An den Katharinenhöfen zwölf Einfamilienhäuser gebaut.

### Bewohner
Von den etwa 2.500 Bewohnern vor dem Zweiten Weltkrieg konnten 1945 nur knapp 500 in die Siedlung zurückkehren. Einwohnerentwicklung:
| Jahr | Bewohner |
| 1950 | 1.800    |
| 1953 | 3.600    |
| 1956 | 4.600    |
| 1988 | 2.437    |
| 2002 | 2.354    |
| 2008 | 2.432    |

## Bebauung

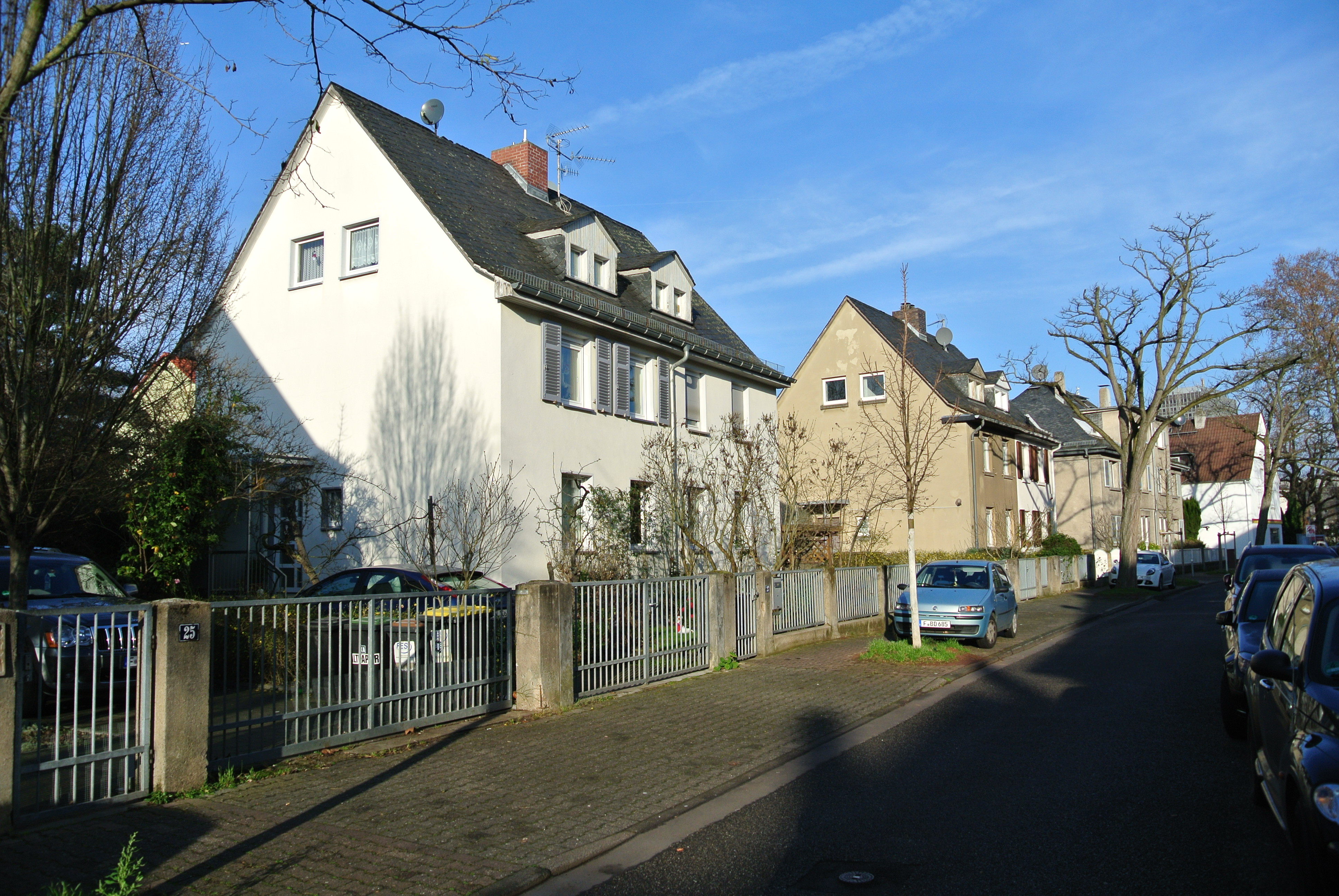
Siedlerhäuser (Friedrich-Naumann-Straße)

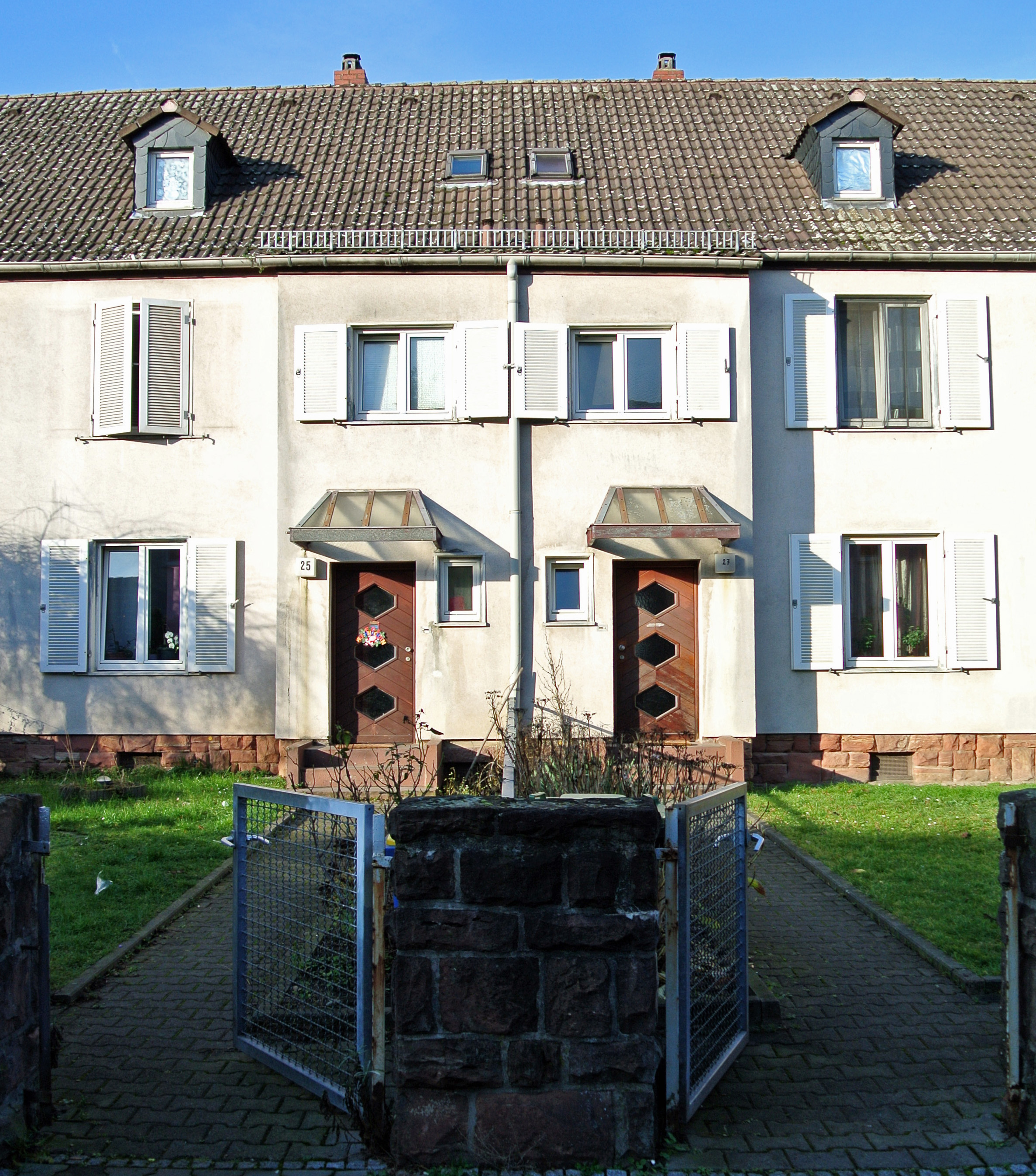
Siedlerhäuser (Scherbiusstraße)

Die Kuhwaldsiedlung war ursprünglich geprägt durch eine Bebauung mit Stilelementen des Historismus. Zwei- bis dreigeschossige Häuser mit Satteldach begleiten die Straßen als Reihen-, Doppel- und Mehrfamilienhäuser. Vorgärten und angerförmige Aufweitungen gliedern die Straßen. Die rechtwinklig angeordneten Straßen erlauben eine wirtschaftliche Erschließung der Grundstücke und die Abstufung in Sammel- und Anliegerstraßen. Diese Eigenschaften weisen auch die später von Ernst May konzipierten Siedlungen des Neuen Frankfurt auf. Die Architektur der ursprünglichen Gebäude der Kuhwaldsiedlung ist jedoch nicht der Moderne verpflichtet. Die Satteldächer geben den Häusern ein traditionelles Erscheinungsbild. Gestaltungselemente wie Fenster mit Klappläden charakterisierten die Gebäude. Die Größe vieler Grundstücke erlaubte Gärten, die auch zur Selbstversorgung geeignet waren. Seit der Zerstörung großer Teile der Kuhwaldsiedlung im Zweiten Weltkrieg sind zahlreiche Häuser umgebaut oder neu errichtet worden, so dass das ehemalige Erscheinungsbild verändert ist. Die Kuhwaldsiedlung umfasst insgesamt etwa 1.400 Wohnungen in 345 Gebäuden (Stand 2008).
In der Mitte der Siedlung befinden sich die evangelische Dreifaltigkeitskirche in der Funckstraße und die katholische St-Pius-Kirche in der Philipp-Fleck-Straße, denen jeweils ein Kindergarten angeschlossen ist. Zwei öffentliche Grünanlagen sorgen für Erholungs- und Spielplatzflächen. Die nächste Gesamtschule mit Grundschulzweig liegt mit der Georg-Büchner-Schule in der Pfingstbrunnenstraße.

## Trivia
Die Kuhwaldsiedlung wird aufgrund ihrer abgeschiedenen Lage auch als „Mausefalle“, „gallisches Dorf“, „Idylle inmitten der Großstadt“, „Enklave“ oder „Insel“ bezeichnet.